# M. T. Cheng
Pour les articles homonymes, voir Cheng.
M. T. Cheng ou Cheng Minde (Chinois: 程民德; Pinyin: Chéng Míndé; 1917-1998) est un mathématicien chinois et membre de l'Académie chinoise des sciences. Il est le principal fondateur de l'Institut de recherche mathématique de l'Université de Pékin, et il a été longtemps à la tête du département de mathématiques de l'Université de Pékin.

## Biographie
Cheng est né le 24 janvier 1917 à Suzhou, Province de Jiangsu, en Chine. Son père Cheng Zhanlu était un romancier notable.
En 1935, Cheng étudie au département d'électrotechnique de l'Université du Zhejiang à Hangzhou. Grâce aux conseils du mathématicien Su Buqing, il est ensuite transféré dans le département de mathématiques. Il est diplômé du B. Sc. et du M. Sc. (en automne 1942).
De 1942 à 1943, Cheng effectue son stage en tant qu'ingénieur électrique dans une usine de Chongqing, la capitale de la Chine en temps de guerre, pendant la Seconde guerre sino-japonaise.
De 1943 à 1946, Cheng est maître de conférences au département de mathématiques de l'Université du Zhejiang. De 1946 à 1947, il enseigne au département de mathématiques de l'Université de Pékin.
En 1947, Cheng part aux Etats-Unis pour poursuivre ses études à l'Université de Princeton. Son doctorat a été obtenu sous la supervision de Salomon Bochner en 1949, et il a effectué ses recherches postdoctorales à Princeton jusqu'en janvier 1950.
Cheng retourne en Chine. De janvier 1951 à 1952, il est professeur associé et, plus tard, professeur au département de mathématiques de l'Université Tsinghua. À partir de 1952, il est professeur au département de mathématiques de l'Université de Pékin. De 1978 à 1988, il est Directeur de l'Institut de Recherche Mathématique de l'Université de Pékin.
Cheng est élu membre de l'Académie chinoise des sciences comme académicien en 1980. De 1982 à 1988, il est le président de la Société Mathématique de Pékin. De 1983 à 1988, il est vice-président de la Société Mathématique Chinoise.
Cheng est l'un des pionniers de l'analyse harmonique et du traitement d'image et de la reconnaissance d'image dans la Chine moderne. Le célèbre innovateur numérique Wang Xuan (en) a également été un de ses élèves.
Cheng est décédé le 26 novembre 1998, à Pékin.

## En mémoire
- A Great Tree: Memorial Collections of Cheng Minde (Chinois: 一棵挺拔的大树：程民德先生纪念文集); Presses de l'Université de Pékin, 1 Nov 2000;  (ISBN 7-301-01777-4)[3].

## Sélection de publications
- Chinese mathematics into the 21st century (éd) Wu Wen-tsun, Cheng Minde. - Pékin, 1991.
- Harmonic analysis : proceedings of the special program at the Nankai Institute of Mathematics', Tianjin, P. R. Chine, mars-juillet 1988.
- Harmonic analysis, 1991.
- Proceedings of the 1992 international workshop on mathematics mechanization 16-18 juillet 1992, Pékin, China